# Abronia mitchelli
Espèce
Statut de conservation UICN

 DD  : Données insuffisantes
Abronia mitchelli est une espèce de sauriens de la famille des Anguidae.

## Répartition
Cette espèce est endémique d'Oaxaca au Mexique. Elle se rencontre vers 2 750 m d'altitude dans la Sierra Juárez,.

## Étymologie
Cette espèce est nommée en l'honneur de Lyndon A. Mitchell.

## Publication originale
- Campbell, 1982 : A new species of Abronia (Sauria, Anguidae) from the Sierra Juarez, Oaxaca, Mexico. Herpetologica, vol. 38, no 3, p. 355-361.